# Lego Racers 2
Lego Racers 2 es un videojuego de carreras con temática de Lego desarrollado por Attention to Detail, publicado por Lego Software y distribuido en Norteamérica por Electronic Arts. Fue lanzado por primera vez en septiembre de 2001 para Microsoft Windows, PlayStation 2 y Game Boy Advance. Es la secuela del juego Lego Racers de 1999. Esta secuela fue revelada por primera vez por Lego Software el 20 de agosto de 2001.

## Jugabilidad
A diferencia del Lego Racers original, el jugador tiene más "libertad", porque el jugador puede correr o conducir libremente, y hay otros personajes con los que el jugador puede hablar. Lego Racers 2 también tiene, como en el original, un diseñador de coches y personajes. Tiene más ladrillos pero menos personajes para hacer y editar. En Lego Racers 2, se pueden elegir hasta 11 oponentes. En cualquier carrera, los corredores deben pasar por un conjunto de puntos de control en cada vuelta en el orden correcto. Hay cuatro armas diferentes que se pueden usar para dañar los autos de los oponentes, así como un escudo de invisibilidad. El jugador obtiene estas armas y el escudo recolectando burbujas que asignan al jugador un elemento al azar, asumiendo que el jugador aún no tiene uno. En cada pista hay un par de vallas rosas que cualquier corredor puede conducir entre ellas para reparar su automóvil, parcial o completamente, dependiendo de la cantidad de daño y cuánto tiempo se pasa allí. Si un vehículo se destruye, el personaje se ve obligado a correr lentamente a pie hasta que el personaje ingresa a una estación de reparación y recupera su vehículo.

## Trama
El modo principal del juego es un juego de aventuras de mundo abierto para un jugador que presenta una galaxia de cinco mundos: Sandy Bay, Dino Island, Marte, el Ártico y Xalax. Sandy Bay es un paisaje verde con dos playas y una pequeña ciudad. Dino Island es una isla selvática con una gran área continua de césped y árboles en el medio y un edificio de lava con una espiral circular que conduce a una salida en la parte superior. Marte es el planeta Marte. El Ártico es un mundo frío, nevado y helado y Xalax es una gran arena circular con un mundo azul abierto en el medio y, a su alrededor, una pista circular de color cian y una gran multitud extática. A excepción de Sandy Bay, cada mundo contiene cuatro carreras contra cinco pilotos casuales de  IA de ese mundo, una carrera de jefe final y un lobby que conecta las cinco carreras. Cada mundo también contiene uno o dos juegos de bonificación. Al entrar en cualquier mundo por primera vez, el jugador construye su propio coche o elige entre los coches prefabricados de Sparky para ese mundo. Luego, el jugador conduce alrededor de cada mundo usando su automóvil para que ese mundo acceda e ingrese a todas las actividades. Para obtener acceso a nuevos mundos, el jugador debe recolectar ladrillos dorados ganando carreras que no sean jefes y encontrando ladrillos dorados ocultos en cada mundo. Cada carrera sin jefe tiene tres vueltas, mientras que cada carrera de jefe tiene dos vueltas (la carrera final tiene tres). El juego cuenta con un asistente de jugador llamado Sparky, que guía, aconseja y apoya al jugador y le permite guardar el juego y explorar cada mundo para encontrar ladrillos dorados y juegos de bonificación. Al vencer a los jefes y ganar juegos de bonificación, el jugador recolecta potenciadores de automóvil que hacen que su automóvil sea más rápido, más estable en el suelo o más resistente a los daños. El jefe de Dino Island es Sam Sanister, una reencarnación del Baron von Barron de Lego Racers, que tiene un coche rápido y pone aceite en el suelo que hace que el jugador se salga. de control. El jefe de Marte es el gran robot andante construido por Riegel, que es indestructible y no se ve afectado por los ataques, y el jefe del Ártico es The Berg, una criatura de hielo con aspecto de gorila que corre y también es indestructible y no se ve afectado por los ataques y coloca crestas de hielo en el suelo que envían el coche del jugador al aire y lo ralentizan. El Berg tiene una ventaja.
El jugador construye su personaje de Lego y comienza en el medio de Sandy Bay, el mundo principal, que cuenta con puntos de despegue para viajar a cada uno de los otros mundos, siempre que el jugador haya recolectado suficientes ladrillos dorados para ese mundo. El jugador conduce hasta la playa cercana y se encuentra con Sparky, quien le pide al jugador que regrese a la ciudad. Cuando llega el jugador, se unen a un círculo de otros cuatro conductores de ese mundo: Workman Fred, Mike the Postman, Fireman Gavin y el jefe de policía Bobby, que tienen una acalorada discusión sobre quién es el corredor más rápido en Sandy Bay. Cada uno de los cuatro retadores insiste en que es el piloto más rápido. Los cuatro pilotos restantes se ríen repetidamente de Fred cuando Gavin y el jugador ridiculizan la idea de que un excavador gane una carrera. Fred le pide al jugador que venga a su sitio de construcción para competir con él, confiado en ganar hasta el punto de otorgarle al jugador un ladrillo dorado si pierde. Después de vencerlo, el jugador va y corre a Mike, luego, después de derrotarlo, compiten con Gavin y finalmente con Bobby. Después de derrotar a los cuatro retadores en Sandy Bay, el jugador se dirige a Dino Island para ganar las cuatro carreras previas al jefe y luego vencer al jefe allí, Sam Sanister. El jugador luego completa las carreras en Marte y Ártico.
Luego, el jugador ingresa al portal que conduce al quinto y último mundo, Xalax. Después de ganar las cuatro carreras en el mundo abierto, el jugador se enfrenta a Rocket Racer, el actual campeón de carreras galácticas que tiene el coche más rápido de la galaxia, en la pista ovalada cian. Cuando el jugador gana la carrera, el personaje del jugador sube las escaleras de una construcción pequeña y alta en el medio de la arena y recibe el trofeo del campeonato de Rocket Racer y lo muestra a la multitud. Luego, el personaje vuelve a bajar y está rodeado por Sparky, los cuatro retadores de Sandy Bay y los otros tres jefes que celebran y elogian al nuevo campeón de carreras galácticas. La carrera final se vuelve a jugar automáticamente. Cuando el jugador también ha recogido los 35 ladrillos dorados, el jugador puede observar los fuegos artificiales en el cielo en medio de Sandy Bay.

## Recepción
Lego Racers 2 se calificó de promedio a positivo. La versión para PC recibió una puntuación de 7,8 sobre 10 por IGN; el crítico elogió sus gráficos y jugabilidad, pero criticó la voz y el discurso que fueron ridiculizados como "galimatías de dibujos animados". IGN calificó la versión de PS2 solo con 6 de 10, cuyos gráficos y jugabilidad correspondientes eran inferiores a su contraparte de PC. Una nota adicional es que una copia cuesta $ 20 para PC, pero $ 40 para PS2; el revisor pensó que este último tenía una mala relación calidad-precio, mientras que la versión para PC, a la mitad del costo, era aceptable.

## Secuela
Electronic Arts, que firmó un contrato con Lego Software (anteriormente Lego Media, luego renombrado como Lego Interactive) para co-publicar sus títulos en diciembre de 2001, reveló su alineación para el E3 2002, nuevamente celebrado en mayo, que cubrió en primer lugar Drome Racers (conocido en desarrollo como Lego Racers 3), sucesor de la serie Lego Racers, nuevamente desarrollada por Attention to Detail. Las versiones para Microsoft Windows y PlayStation 2 del juego se mostraron en el E3 y el ECTS. El juego no retomó la historia de ninguno de los dos predecesores, y se centró más en pistas basadas en kits de Lego Technic, en lugar de varios temas. El juego fue lanzado en noviembre de 2002, pero con menos éxito. El juego fue criticado por críticos que pensaron que el juego carecía de características que eran esenciales para los dos primeros juegos, como construir tu propio conductor y vehículo a partir de ladrillos de Lego, aunque otros consideraron Drome Racers como un título propio fuera de Lego Racers, y presentan una jugabilidad sólida y un atractivo visual individualmente. Attention to Detail entró en liquidación el 28 de agosto de 2003, poco antes del lanzamiento del port de Drome Racers para GameCube.